# Little Red (album)
Little Red – drugi album studyjny brytyjskiej piosenkarki Katy B, wydany 7 lutego 2014 roku nakładem wytwórni Columbia. Krążek zadebiutował na pierwszym miejscu UK Albums Chart, stając się tym samym pierwszym albumem Katy B, który dotarł na szczyt tego notowania. Płytę promowały trzy single: „5 AM”, „Crying for No Reason” oraz „Still”.
25 kwietnia 2014 roku album otrzymał status srebrnej płyty w Wielkiej Brytanii za sprzedaż 60 000 egzemplarzy.

## Lista utworów
Podstawowa wersja albumu zawiera 12 utworów. Ścieżki 13-17 dostępne są tylko na wersji deluxe.
| Nr  | Tytuł utworu                      | Autorzy                                       | Produkcja                     | Długość |
| --- | --------------------------------- | --------------------------------------------- | ----------------------------- | ------- |
| 1.  | „Next Thing”                      | Kathleen Brien, The Invisible Men, The Arcade | The Invisible Men, The Arcade | 3:03    |
| 2.  | „5 AM”                            | Brien, Gordon Warren, Guy Chambers            | Geeneus                       | 3:21    |
| 3.  | „Aaliyah (featuring Jessie Ware)” | Brien, Ware, Warren                           | Geeneus                       | 4:38    |
| 4.  | „Crying for No Reason”            | Brien, Warren, Chambers                       | Geeneus                       | 4:02    |
| 5.  | „I Like You”                      | Brien, George FitzGerald                      | FitzGerald                    | 4:03    |
| 6.  | „All My Lovin'”                   | Brien, Warren, Liam McLean                    | Geeneus, Joker                | 4:41    |
| 7.  | „Tumbling Down”                   | Brien, Warren                                 | Geeneus                       | 4:42    |
| 8.  | „Everything”                      | Brien, Rowan Jones                            | Route 94                      | 3:47    |
| 9.  | „Play (featuring Sampha)”         | Brien, Sampha Sisay                           | Sampha                        | 3:23    |
| 10. | „Sapphire Blue”                   | Brien, Jacques Greene                         | Greene                        | 4:27    |
| 11. | „Emotions”                        | Brien, Warren, Arthur Smith, John Cohen       | Geeneus, Moto Blanco          | 4:35    |
| 12. | „Still”                           | Brien, Warren, Fraser T Smith                 | Geeneus, Fraser T Smith       | 3:29    |
| 13. | „Blue Eyes”                       | Brien, Fraser T Smith, Matthew Coleman        | M.J. Cole                     | 5:17    |
| 14. | „Stay Down”                       | Brien, Cohen, Smith                           | Moto Blanco                   | 3:17    |
| 15. | „Hot Like Fire”                   | Brien, Warren                                 | Geeneus                       | 3:54    |
| 16. | „Wicked Love”                     | Brien, Al Shuckburgh                          | Al Shux                       | 4:03    |
| 17. | „Sky's the Limit”                 | Brien, Warren, Michael Dodman                 | Huxley, Geeneus               | 3:49    |
|     |                                   |                                               |                               | 1:08:31 |

## Notowania
| Lista (2014)                      | Najwyższa pozycja |
| --------------------------------- | ----------------- |
| Australia (ARIA Charts)           | 100               |
| Irlandia (IRMA)                   | 35                |
| Szkocja (OCC)                     | 1                 |
| Wielka Brytania (UK Albums Chart) | 1                 |